# 智頭町飲酒運転事故
智頭町飲酒運転事故（ちづちょういんしゅうんてんじこ）は、1999年（平成11年）に発生した飲酒運転による交通事故。被害者の遺族は事件後に各地で交通事故遺族の署名活動や講演活動を行い、うち1人は2017年に『見えるいのちと見えないいのち』を出版した。

## 概要
1999年（平成11年）12月25日、鳥取大学に通う大学生4人は岡山県で行われているクリスマスのイルミネーションを見るために車で出かけた。その帰途、12月26日の未明に鳥取県八頭郡智頭町の国道53号のトンネルで、飲酒運転をしていたトラックが対向車線からはみ出してきて正面衝突した。この事故で大学生のうちの3人が死亡、1人が重傷を負った。
トラックの運転手は女性に交際を断られた憂さ晴らしから飲酒し、酔いが醒めないまま車を運転していた。
2000年（平成12年）1月5日、智頭警察署はトラックの運転手を道路交通法違反（飲酒運転）と業務上過失致死傷容疑で逮捕した。運転手は事故の際に骨折などの重傷を負ったため、病院での回復を待って逮捕した。

## 刑事裁判
トラックの運転手は道路交通法違反（飲酒運転）と業務上過失致死傷罪に問われた（事件当時は危険運転致死傷罪は未制定）。
2000年（平成12年）3月2日、鳥取地裁（田邉直樹裁判官）で初公判が開かれ、罪状認否で被告人は起訴事実を全面的に認めた。冒頭陳述で検察側は、事故前に被告人が缶ビール1本と日本酒3合を飲酒していたと述べた。
2000年（平成12年）4月27日、鳥取地裁（田邉直樹裁判官）は「被告は普段から飲酒運転を繰り返しており、健気な努力を続けてきた若者の命を奪った責任はあまりにも重大」として懲役3年（求刑：懲役4年）の実刑判決を言い渡した。

## 事件後
死亡したうちの1人の親は、他界した父を継ぎ住職を兼任する大学教授であり、事故以降夫妻で各地で講演やこの事故の死者の写真や遺品を展示するイベントを行ってきた。2022年（令和4年）8月の時点で、その回数は400回を越える。
2020年（令和2年）4月に島根県警察本部が作成した被害者遺族手記集に、被害者の1人の遺族の手記が掲載された。